# ため息つかせて
『ため息つかせて』（原題：Waiting to Exhale）は、1995年制作のアメリカ合衆国のロマンティック・コメディ映画。
4人のアフリカ系アメリカ人女性の友情やそれぞれの生き方をつづったテリー・マクミランのベストセラー小説（松井みどり訳、新潮文庫、1993）の映画化。
アフリカ系アメリカ人の俳優フォレスト・ウィテカーの初監督作品で、ホイットニー・ヒューストン、アンジェラ・バセットなど、主な出演者もアフリカ系アメリカ人の俳優である。

## あらすじ
テレビプロデューサーのサヴァンナは、大晦日にアリゾナ州のフェニックスに引っ越してきた。
サヴァンナはそこで親友のバーナディンと再会する。しかしバーナディンは、11年間連れ添った夫ジョンから突然、経営する会社の経理担当の白人女性と暮らしたいので離婚したいと告げられてしまう。
また、バーナディンの古くからの友人でヘアサロンを経営しているグロリアは、大学時代に知り合いそのまま結婚したデヴィッドからゲイである事をカミングアウトされ、衝撃を受ける。
さらに、もう1人の親友で保険会社に勤めるロビンは経済的にも自立し、美人で男にもモテるが、ハンサムな男に騙され続けていた。
そしてサヴァンナもかつての恋人ケネスと再会し、ベッドを共にする。彼は妻との離婚を考えているというが、一向にその気配がなかった。
やがてこの4人の恋愛は様々な方向へ進んでいく。

## キャスト
※括弧内は日本語吹替
- サヴァンナ・ジャクソン - ホイットニー・ヒューストン（高島雅羅）
- バーナディン・ハリス - アンジェラ・バセット（宮寺智子）
- ロビン・ストークス - レラ・ローション（塩田朋子）
- グロリア・マシューズ - ロレッタ・デヴァイン（藤田淑子）
- ケネス・ドーキンス - デニス・ヘイスバート（土師孝也）
- マーヴィン・キング - グレゴリー・ハインズ（仲野裕）
- ジョン・ハリス・シニア - マイケル・ビーチ（梅津秀行）
- ラッセル - レオン（田中正彦）
- トロイ - ミケルティ・ウィリアムソン（天田益男）
- マイケル・ダヴェンポート - ウェンデル・ピアース（塩屋浩三）
- タリク・マシューズ - ドナルド・フェイソン
- ライオネル - ジェフリー・D・サムズ（星野充昭）
- ジョン・ハリス・ジュニア - ブランドン・ハモンド
- オニカ・ハリス - ジャズ・レイコール
- キャサリーン - ケリー・プレストン（クレジットなし）
- デヴィッド・マシューズ - ジャンカルロ・エスポジート（クレジットなし）
- ジェームズ・ウィーラー - ウェズリー・スナイプス（クレジットなし）（中村秀利）